# Aunk
Aunk – osada w Anglii, w hrabstwie Devon. Leży 15 km od miasta Exeter. Aunk jest wspomniana w Domesday Book (1086) jako Hanc/Hanche.